# Monumenta Serica
Monumenta Serica. Journal of Oriental Studies (кит. 華裔學志, Huayi xuezhi) – международный синологический научный журнал. Издаётся Институтом Monumenta Serica в Санкт-Августине. 

## История
Журнал основан в 1934 году китаеведом Франтишеком Биалласом в Католическом университете Фужэнь в Пекине. 
В журнале ежегодно публикуются новейшие исследования и статьи по различным аспектам материальной и духовой культуры Китая на английском, немецком и французском языках.

## Редакция
Главный редактор
- 1993-2012 — Роман Малек[англ.]
- с 2012 — Збигнев Веселовский (Zbigniew Wesołowski).